# マウントスターリングの主の昇天教会
マウントスターリングの主の昇天教会（マウントスターリングのしゅのしょうてんきょうかい、Church of the Ascension）は、アメリカ合衆国のケンタッキー州マウントスターリングにあり、ハイ・アンド・ブロードウェイ・ストリートに建つ歴史ある米国聖公会の教会である。1878年に建設され、1979年にアメリカ合衆国国家歴史登録財に指定された。
1878年に建築家のフランク・フィッチが設計したネオ・ゴシック建築であり、造園家のアンドリュー・ジャクソン・ダウニングによる建築的空論を継承するボードアンドバテンの外壁がある。
聖公会の教区は1858年に構成された。